# Temporada 2024-2025 del FC Barcelona
La temporada 2024-25 va ser la 125a en la història del Futbol Club Barcelona i la seva 94a temporada consecutiva en la màxima categoria. El club participà a la Lliga, la Copa del Rei, la Supercopa d'Espanya i la Lliga de Campions de la UEFA, guanyant les 3 competicions estatals (derrotant el Reial Madrid en les finals de les dues competicions amb eliminatòries).
Va ser la segona temporada on l'equip va haver de jugar a l'Estadi Olímpic Lluís Companys a causa de les obres del Camp Nou.

## Traspassos

### Entrades
| No.   | Pos   | Jugador            | Transferit des de      | Quota                  | Data           | Font   |
| ----- | ----- | ------------------ | ---------------------- | ---------------------- | -------------- | ------ |
| —     | DEF   | Clément Lenglet    | Tottenham Hotspur      | Devolució de cessió    | 1 juliol 2024  | [ 2 ]  |
| —     | DEF   | Sergiño Dest       | PSV Eindhoven          | Devolució de cessió    | 1 juliol 2024  | [ 3 ]  |
| —     | DEF   | Julián Araujo      | UD Las Palmas          | Devolució de cessió    | 1 juliol 2024  | [ 4 ]  |
| 10    | DAV   | Ansu Fati          | Brighton & Hove Albion | Devolució de cessió    | 1 juliol 2024  | [ 5 ]  |
| 14    | MIG   | Pablo Torre        | Girona FC              | Devolució de cessió    | 1 juliol 2024  | [ 6 ]  |
| 24    | DEF   | Èric Garcia        | Girona FC              | Devolució de cessió    | 1 juliol 2024  | [ 7 ]  |
| 18    | DAV   | Pau Víctor Delgado | Girona FC              | 2.700.000€             | 24 juliol 2024 | [ 8 ]  |
| 20    | DAV   | Dani Olmo          | RB Leipzig             | 55.000.000€            | 9 agost 2024   | [ 9 ]  |
| 25    | POR   | Wojciech Szczęsny  | Retirat                | Transferència gratuïta | 2 octubre 2024 | [ 10 ] |
| Total | Total | Total              | Total                  | 57.700.000€            |                |        |

### Sortides
| No.             | Pos   | Jugador        | Transferit a       | Quota                     | Data           | Font   |
| --------------- | ----- | -------------- | ------------------ | ------------------------- | -------------- | ------ |
| —               | DEF   | Sergiño Dest   | PSV Eindhoven      | Transferència gratuïta    | 1 juliol 2024  | [ 11 ] |
| 14              | DAV   | João Félix     | Atlètic de Madrid  | Devolució de cessió       | 1 juliol 2024  | [ 12 ] |
| 2               | DEF   | João Cancelo   | Manchester City FC | Devolució de cessió       | 1 juliol 2024  | [ 13 ] |
| 17              | DEF   | Marcos Alonso  | Celta de Vigo      | Finalització de contracte | 1 juliol 2024  | [ 14 ] |
| 20              | MIG   | Sergi Roberto  | Como 1907          | Finalització de contracte | 1 juliol 2024  | [ 15 ] |
| —               | DAV   | Marc Guiu      | Chelsea FC         | 6.000.000€                | 1 juliol 2024  | [ 16 ] |
| —               | DEF   | Julián Araujo  | AFC Bournemouth    | 10.000.000€               | 13 agost 2024  | [ 17 ] |
| 22              | MIG   | İlkay Gündoğan | Manchester City FC | Transferència gratuïta    | 23 agost 2024  | [ 18 ] |
| —               | DEF   | Mikayil Faye   | Stade Rennais      | 10.300.000€               | 25 agost 2024  | [ 19 ] |
| Mercat d'hivern |       |                |                    |                           |                |        |
| —               | MIG   | Unai Hernández | Al-Ittihad         | 4.500.000€                | 30 gener 2025  | [ 20 ] |
| —               | DAV   | Vitor Roque    | Palmeiras          | 25.500.000€               | 28 febrer 2025 | [ 21 ] |
| Total           | Total | Total          | Total              | 56.300.000€               |                |        |

### Cessions
| No.   | Pos | Jugador         | Cedit a           | Quota | Data          | Fins a          | Font   |
| ----- | --- | --------------- | ----------------- | ----- | ------------- | --------------- | ------ |
| 18    | MIG | Oriol Romeu     | Girona FC         | Cap   | 5 agost 2024  | Fi de temporada | [ 22 ] |
| —     | DEF | Clément Lenglet | Atlètic de Madrid | Cap   | 26 agost 2024 | Fi de temporada | [ 23 ] |
| —     | DAV | Vitor Roque     | Reial Betis       | Cap   | 26 agost 2024 | 28 febrer 2025  | [ 24 ] |
| —     | DEF | Álex Valle      | Celtic FC         | Cap   | 28 agost 2024 | 31 gener 2025   | [ 25 ] |
| —     | DEF | Álex Valle      | Como 1907         | Cap   | 1 febrer 2025 | Fi de temporada | [ 26 ] |
| Total |     |                 |                   |       |               |                 |        |

## Resultats

### Lliga
| 17 d'agost de 2024   | València CF                           | 1–2     | Barcelona                                                                    | València                                                      |  |
| 21:30 CEST (UTC+2) 1 | Pepelu 38' · Duro 44' · Vázquez 45+5' | Informe | Cubarsí 45+2' · Lewandowski 45+5', 48' (pen.) · Christensen 69' · Koundé 81' | Mestalla · 46.673 espectadors · José María Sánchez Martínez · |  |

| 24 d'agost de 2024   | Barcelona                                                                  | 2–1     | Athletic Club                                                                                | Barcelona                                                                |  |
| 19:00 CEST (UTC+2) 2 | Yamal 24' · Cubarsí 41' · Bernal 49' · Lewandowski 75', 85' · Fermín 90+6' | Informe | Yeray 38' · Sancet 42' (pen.) · Berenguer 56' · Lekue 87' · Herrera 90+6' · Jauregizar 90+6' | Estadi Olímpic Lluís Companys · 46.448 espectadors · Jesús Gil Manzano · |  |

| 27 d'agost de 2024   | Rayo Vallecano                                       | 1–2     | Barcelona                           | Madrid                                             |  |
| 21:30 CEST (UTC+2) 3 | Unai López 9' · Palazón 45+2' · Mumin 71' · Ciss 88' | Informe | Pedri 60' · Olmo 82' · Bernal 90+4' | Vallecas · 14.031 espectadors · César Soto Grado · |  |

| 31 d'agost de 2024   | Barcelona                                                                       | 7–0     | Reial Valladolid                       | Barcelona                                                                            |  |
| 17:00 CEST (UTC+2) 4 | Raphinha 20', 64', 72' · Lewandowski 24' · Koundé 45+2' · Olmo 82' · Torres 85' | Informe | J. Sánchez 45' K. Pérez 74' Martín 84' | Estadi Olímpic Lluís Companys · 44.359 espectadors · Isidro Díaz de Mera Escuderos · |  |

| 15 de setembre de 2024 | Girona FC                                 | 1–4     | Barcelona                                                              | Girona                                                  |  |
| 16:15 CEST (UTC+2) 5   | Gil 36' · Stuani 80', 90+6' · Portu 90+1' | Informe | Yamal 30', 37', 90+1' · Olmo 47' · Pedri 64' · Víctor 84' · Torres 86' | Montilivi · 13.891 espectadors · Alejandro Muñiz Ruiz · |  |

| 22 de setembre de 2024 | Vila-real CF                                                                       | 1–5     | Barcelona                                                              | Vila-real                                                            |  |
| 18:30 CEST (UTC+2) 6   | Parejo 2' · Ayoze 38', 85' · Baena 52' · Bailly 66' · Cardona 89' · Akhomach 90+1' | Informe | Lewandowski 20', 35', 67' · Torre 58' · Raphinha 75', 83' · Víctor 82' | Estadi de la Ceràmica · 22.048 espectadors · Mateo Busquets Ferrer · |  |

| 25 de setembre de 2024 | Barcelona                      | 1–0     | Getafe CF     | Barcelona                                                                     |  |
| 21:00 CEST (UTC+2) 7   | Lewandowski 19' · Raphinha 79' | Informe | Arambarri 69' | Estadi Olímpic Lluís Companys · 44.407 espectadors · Pablo González Fuertes · |  |

| 29 de setembre de 2024 | CA Osasuna                                                              | 4–2     | Barcelona                                            | Pamplona                                                     |  |
| 21:00 CEST (UTC+2) 8   | Budimir 18', 72' (pen.) · Zaragoza 28', 69' · Ibáñez 61' · Bretones 85' | Informe | Víctor 53' · Domínguez 71' · Yamal 89' · Pedri 90+5' | El Sadar · 22.322 espectadors · Guillermo Cuadra Fernández · |  |

| 6 d'octubre de 2024  | Alavés                   | 0–3     | Barcelona                                            | Vitòria                                                         |  |
| 16:15 CEST (UTC+2) 9 | Tenaglia 31' Mouriño 54' | Informe | Lewandowski 7', 22', 32' · Martínez 53' · Martín 86' | Mendizorrotza · 19.468 espectadors · Miguel Ángel Ortiz Arias · |  |

| 20 d'octubre de 2024  | Barcelona                                                         | 5–1     | Sevilla FC            | Barcelona                                                                           |  |
| 21:00 CEST (UTC+2) 10 | Lewandowski 24' (p.), 39' · Pedri 28' · Fati 74' · Torre 82', 88' | Informe | Pedrosa 45+4' Sow 85' | Estadi Olímpic Lluís Companys · 48.848 espectadors · Ricardo de Burgos Bengoetxea · |  |

| 27 d'octubre de 2024 | Reial Madrid | 0–4     | Barcelona                | Madrid                                                                 |  |
| 21:00 CET (UTC+1) 11 | Casadó 44' · Lewandowski 54', 56' · Koundé 69' · Martínez 75' · Lamine Yamal 77' · Peña 82' · Raphinha 84' · Gavi 90' | Informe | Vinícius 80' Militão 87' | Santiago Bernabéu · 78.192 espectadors · José María Sánchez Martínez · |  |

| 3 de novembre de 2024 | Barcelona                    | 3–1     | RCD Espanyol                                        | Barcelona                                                                        |  |
| 16:15 CET (UTC+1) 12  | Olmo 12', 31' · Raphinha 23' | Informe | Carreras 11' · Bauzà 54' · Puado 63' · Cheddira 81' | Estadi Olímpic Lluís Companys · 48.843 espectadors · José Luis Munuera Montero · |  |

| 10 de novembre de 2024 | Reial Societat                                        | 1–0     | Barcelona    | Donosti                                                             |  |
| 21:00 CET (UTC+1) 13   | Aramburu 20' · Becker 33' · Méndez 82' · Zubeldia 87' | Informe | Martínez 53' | Estadi d'Anoeta · 36,194 espectadors · Guillermo Cuadra Fernández · |  |

| 23 de novembre de 2024 | Celta de Vigo                                                                                    | 2–2     | Barcelona                                                                         | Vigo                                                      |  |
| 21:00 CET (UTC+1) 14   | Aspas 45+1' · Rodríguez 60' · Alfon 84' · Álvarez 86' · Sotelo 87' · Moriba 90+3' · Alonso 90+5' | Informe | Martín 3' · Raphinha 15' · Lewandowski 61' · Casadó 82' · Fort 80' · Fermín 90+1' | Abanca-Balaídos · 24.573 espectadors · César Soto Grado · |  |

| 30 de novembre de 2024 | Barcelona    | 1–2     | UD Las Palmas          | Barcelona                                                                  |  |
| 14:00 CET (UTC+1) 15   | Raphinha 61' | Informe | Sandro 49' · Silva 67' | Estadi Olímpic Lluís Companys · 43.921 espectadors · Adrián Cordero Vega · |  |

| 3 de desembre de 2024 | RCD Mallorca                                                  | 1–5     | Barcelona                                                                                              | Palma                                                         |  |
| 19:00 CET (UTC+1) 19  | Maffeo 34' · Muriqi 43' · Raíllo 51' · Mojica 55' · Abdón 58' | Informe | Cubarsí 3' · Torres 12' · Casadó 23' · Pedri 60' · Raphinha 56' (pen.), 74' · De Jong 79' · Víctor 84' | Estadi de Son Moix · 22.352 espectadors · Jesús Gil Manzano · |  |

| 7 de desembre de 2024 | Reial Betis                                   | 2–2     | Barcelona                                             | Sevilla                                                         |  |
| 16:15 CET (UTC+1) 16  | Flores 35' · Lo Celso 68' (pen.) · Diao 90+4' | Informe | Lewandowski 39' · De Jong 66' · Torres 82' · Fort 90' | Benito Villamarín · 51.749 espectadors · Alejandro Muñiz Ruiz · |  |

| 15 de desembre de 2024 | Barcelona | 0–1     | CD Leganés                                | Barcelona                                                                          |  |
| 21:00 CET (UTC+1) 17   |           | Informe | González 4' · Cissé 74' · Hernández 90+5' | Estadi Olímpic Lluís Companys · 39.523 espectadors · Alejandro Quintero González · |  |

| 21 de desembre de 2024 | Barcelona | 1–2     | Atlètic de Madrid                                         | Barcelona                                                                           |  |
| 21:00 CET (UTC+1) 18   | Pedri 30' | Informe | Witsel 54' · De Paul 60' · Le Normand 77' · Sørloth 90+6' | Estadi Olímpic Lluís Companys · 46.249 espectadors · Ricardo de Burgos Bengoetxea · |  |

| 18 de gener de 2025  | Getafe CF                                            | 1–1     | Barcelona                                | Getafe                                                                 |  |
| 21:00 CET (UTC+1) 20 | Arambarri 34' · Yellu 53' · Djené 86' · Ismael 90+5' | Informe | Koundé 9' · Raphinha 90+5' · Balde 90+6' | Coliseum Alfonso Pérez · 15.134 espectadors · Pablo González Fuertes · |  |

| 26 de gener de 2025  | Barcelona                                                                                        | 7–1     | València CF           | Barcelona                                                               |  |
| 21:00 CET (UTC+1) 21 | De Jong 3' · Torres 8' · Raphinha 14' · Fermín 24', 45+4' · Lewandowski 66' · Tárrega 75' (p.p.) | Informe | Duro 59' · Pepelu 70' | Estadi Olímpic Lluís Companys · 45.312 espectadors · César Soto Grado · |  |

| 2 de febrer de 2025  | Barcelona                                                                                      | 1–0     | Alavés                     | Barcelona                                                                        |  |
| 14:00 CET (UTC+1) 22 | Gavi 7' · Araújo 34' · Lewandowski 61' · Raphinha 67' (fora del camp) · Fermín 89' · Yamal 89' | Informe | Tenaglia 55' Protesoni 65' | Estadi Olímpic Lluís Companys · 42.900 espectadors · José Luis Munuera Montero · |  |

| 9 de febrer de 2025  | Sevilla FC                                                              | 1–4     | Barcelona                                                                     | Sevilla                                                                             |  |
| 21:00 CET (UTC+1) 23 | Vargas 8' · Saúl 16' · Isaac 45+4' · Badé 67' · Marcão 88' · Suso 90+5' | Informe | Lewandowski 7' · Gavi 38' · Fermín 46' 62' · Raphinha 55' · E. García 80' 89' | Estadi Ramón Sánchez Pizjuán · 38.592 espectadors · Alejandro Hernández Hernández · |  |

| 17 de febrer de 2025 | Barcelona                                          | 1–0     | Rayo Vallecano                 | Barcelona                                                                 |  |
| 21:00 CET (UTC+1) 24 | Lewandowski 28' (pen.) · Gavi 45+2' · Torres 90+5' | Informe | Ciss 27' Rațiu 41' Embarba 87' | Estadi Olímpic Lluís Companys · 45.296 espectadors · Mario Melero López · |  |

| 22 de febrer de 2025 | UD Las Palmas | 0–2     | Barcelona                                             | Las Palmas                                                       |  |
| 21:00 CET (UTC+1) 25 | Á. Suárez 80' | Informe | Olmo 62' · De Jong 82' (fora del camp) · Torres 90+5' | Estadi Gran Canaria · 30.746 espectadors · Adrián Cordero Vega · |  |

| 2 de març de 2025    | Barcelona                                                 | 4–0     | Reial Societat | Barcelona                                                                          |  |
| 16:15 CET (UTC+1) 26 | G. Martín 25' · Casadó 29' · Araújo 56' · Lewandowski 60' | Informe | Elustondo 17'  | Estadi Olímpic Lluís Companys · 46.324 espectadors · Alejandro Quintero González · |  |

| 16 de març de 2025   | Atlètic de Madrid | 2–4     | Barcelona                                                                        | Madrid                                                                   |  |
| 21:00 CET (UTC+1) 28 | Reinildo 36'      | Informe | Koundé 26' · Balde 64' · Lewandowski 72' · Torres 78', 90+8' · Yamal 90+2' 90+3' | Estadi Metropolità · 67.602 espectadors · Ricardo de Burgos Bengoetxea · |  |

| 27 de març de 2025   | Barcelona                                                   | 3–0     | CA Osasuna                  | Barcelona                                                                    |  |
| 21:00 CET (UTC+1) 27 | Torres 11' · Olmo 21' (p.) · E.Garcia 40' · Lewandowski 77' | Informe | Herrera Catena 38' Cruz 50' | Estadi Olímpic Lluís Companys · 42.319 espectadors · Mateo Busquets Ferrer · |  |

| 30 de març de 2025    | Barcelona                                             | 4–1     | Girona FC                 | Barcelona                                                                       |  |
| 16:15 CEST (UTC+2) 29 | Krejčí 43' (p.p.) · Lewandowski 61', 77' · Torres 86' | Informe | Herrera 42' · Danjuma 53' | Estadi Olímpic Lluís Companys · 48.258 espectadors · Juan Luis Pulido Santana · |  |

| 5 d'abril de 2025     | Barcelona                           | 1–1     | Reial Betis   | Barcelona                                                                |  |
| 21:00 CEST (UTC+2) 30 | Gavi 7' · E.García 77' · Koundé 87' | Informe | Natan 14' 17' | Estadi Olímpic Lluís Companys · 47.043 espectadors · Jesús Gil Manzano · |  |

| 12 d'abril de 2025    | CD Leganés           | 0–1     | Barcelona                      | Leganés                                                                       |  |
| 21:00 CEST (UTC+2) 31 | Altimira 7' Raba 87' | Informe | Sáenz 48' (p.p.) · De Jong 87' | Municipal de Butarque · 12.530 espectadors · Francisco José Hernández Maeso · |  |

| 19 d'abril de 2025    | Barcelona                                                                 | 4–3     | Celta de Vigo                                         | Barcelona                                                                 |  |
| 16:15 CEST (UTC+2) 32 | Torres 12' · Olmo 64' · Raphinha 68', 90+8' (p.) 90+2' · I.Martínez 90+3' | Informe | Iglesias 15', 52', 62' · Aspas 90+2' · Mingueza 90+8' | Estadi Olímpic Lluís Companys · 48.569 espectadors · Mario Melero López · |  |

| 22 d'abril de 2025    | Barcelona | 1–0     | RCD Mallorca | Barcelona                                                                       |  |
| 21:30 CEST (UTC+2) 33 | Olmo 46'  | Informe | Samu 25'     | Estadi Olímpic Lluís Companys · 45.602 espectadors · Miguel Ángel Ortiz Arias · |  |

| 3 de maig de 2025     | Reial Valladolid                                       | 1–2     | Barcelona                                                | Valladolid                                                         |  |
| 21:00 CEST (UTC+2) 34 | Iván Sánchez 6' · Sylla 8' · Anuar 37' · M. Martín 90' | Informe | Raphinha 54' · Fermín 60' · Christensen 66' · Araújo 83' | Estadi José Zorrilla · 23.967 espectadors · Alejandro Muñiz Ruiz · |  |

| 11 de maig de 2025    | Barcelona | 4–3     | Reial Madrid                                                           | Barcelona                                                                            |  |
| 16:15 CEST (UTC+2) 35 | E.García 19' · Yamal 32' · Raphinha 34', 45' · Araújo 45' (fora del camp) · I.Martínez 54' · Fermín 80' · Pedri 87' | Informe | Mbappé 5' (p.), 14', 70' · Valverde 29' · Tchouaméni 36' · Asencio 50' | Estadi Olímpic Lluís Companys · 50.319 espectadors · Alejandro Hernández Hernández · |  |

| 15 de maig de 2025    | RCD Espanyol                                                | 0–2     | Barcelona                                  | Cornellà - el Prat                                            |  |
| 21:30 CEST (UTC+2) 36 | Lozano 80' Cabrera 80' Cheddira 84' Kumbulla 90' Urko 90+5' | Informe | Christensen 42' · Yamal 53' · Fermín 90+5' | Stage Front Stadium · 34.283 espectadors · César Soto Grado · |  |

| 18 de maig de 2025    | Barcelona                                          | 2–3     | Vila-real CF                           | Barcelona                                                                        |  |
| 19:00 CEST (UTC+2) 37 | Yamal 38' · E.García 43' · Fermín 45+5' · Olmo 86' | Informe | Pérez 4' · Comesaña 50' · Buchanan 80' | Estadi Olímpic Lluís Companys · 49.558 espectadors · José Luis Munuera Montero · |  |

| 25 de maig de 2025    | Athletic Club | 0–3     | Barcelona                              | Bilbao                                                    |  |
| 21:00 CEST (UTC+2) 38 | Yuri 75'      | Informe | Lewandowski 14', 17' · Olmo 90+4' (p.) | San Mamés · 50.231 espectadors · Pablo González Fuertes · |  |

### Copa del Rei
| 4 de gener del 2025                | UD Barbastro | 0–4     | FC Barcelona                                          | Barbastre                                                                   |  |
| 19:00 CET (UTC+1) Setzens de final | Alonso 43'   | Informe | E. García 21' · Lewandowski 31', 47', 51' · Torre 56' | Municipal de Deportes · 5.500 espectadors · Isidro Díaz de Mera Escuderos · |  |

| 15 de gener de 2025                | FC Barcelona                                                           | 5–1     | Reial Betis                                           | Barcelona                                                                          |  |
| 21:00 CET (UTC+1) Vuitens de final | Gavi 3', 63' · Koundé 27' · Raphinha 50', 58' · Torres 67' · Yamal 75' | Informe | Marc Bartra 42' · Vitor Roque 84' (pen.) · Flores 86' | Estadi Olímpic Lluís Companys · 46.019 espectadors · José María Sánchez Martínez · |  |

| 6 de febrer del 2025              | València CF                       | 0–5     | FC Barcelona                                 | València                                                   |  |
| 21:30 CET (UTC+1) Quarts de final | Fran Pérez 45+1' Umar Sadiq 45+1' | Informe | Torres 3', 17', 30' · Fermín 23' · Yamal 59' | Mestalla · 46.806 espectadors · Miguel Ángel Ortiz Arias · |  |

| 25 de febrer del 2025                | FC Barcelona                                             | 4–4     | Atlètic de Madrid                                                                                       | Barcelona                                                                            |  |
| 21:30 CET (UTC+1) Semifinals - anada | Pedri 19' · Cubarsí 21' · Martínez 41' · Lewandowski 74' | Informe | Álvarez 1' · Griezmann 6' · Galán 16' · Giménez 82' · Llorente 84' · Barrios 88' · Sørloth 90+1', 90+3' | Estadi Olímpic Lluís Companys · 40.915 espectadors · Alejandro Hernández Hernández · |  |

| 2 d'abril del 2025                      | Atlètic de Madrid                                                           | 0–1 (Total: 4–5) | FC Barcelona                                        | Madrid                                                                |  |
| 21:30 CEST (UTC+2) Semifinals - tornada | Azpilicueta 3' Simeone 9' De Paul 13' Reinildo 31' Álvarez 45+3' Molina 59' | Informe          | Torres 27' · De Jong 35' · Balde 68' · Martín 90+3' | Estadi Metropolità · 69.014 espectadors · José Luis Munuera Montero · |  |

| 26 d'abril del 2025      | FC Barcelona                                                                                     | 3–2 (prò.) | Reial Madrid | Sevilla                                                                    |  |
| 22:00 CEST (UTC+2) Final | Pedri 28' · Martín 37' · De Jong 68' · Torres 84' · Fermín 90+4' · Raphinha 90+10' · Koundé 116' | Informe    | Tchouaméni 31' 77' · Mbappé 70' · Modrić 90+1' · Rüdiger 120+3' (fora del camp) · Bellingham 120+4' (partit acabat) · Vázquez 120+4' (partit acabat) | Estadi de la Cartuja · 55.579 espectadors · Ricardo de Burgos Bengoetxea · |  |

### Lliga de Campions

#### Fase de lliga
El sorteig de partits de la fase de grups es va realitzar el 29 d'agost de 2024.

| Pos | Equip             | PJ | PG | PE | PP | GF | GC | DG  | Pts |                                       |
| --- | ----------------- | -- | -- | -- | -- | -- | -- | --- | --- | ------------------------------------- |
| 1   | Liverpool FC      | 8  | 7  | 0  | 1  | 17 | 5  | +12 | 21  | Classifiquen per als vuitens de final |
| 2   | FC Barcelona      | 8  | 6  | 1  | 1  | 28 | 13 | +15 | 19  | Classifiquen per als vuitens de final |
| 3   | Arsenal FC        | 8  | 6  | 1  | 1  | 16 | 3  | +13 | 19  | Classifiquen per als vuitens de final |
| 4   | Inter de Milà     | 8  | 6  | 1  | 1  | 11 | 1  | +10 | 19  | Classifiquen per als vuitens de final |
| 5   | Atlètic de Madrid | 8  | 6  | 0  | 2  | 20 | 12 | +8  | 18  | Classifiquen per als vuitens de final |

| 19 de setembre de 2024 | AS Monaco                                                                    | 2–1     | FC Barcelona                                                           | Mònaco                                                                  |  |
| 21:00 CEST (UTC+2) 1   | Akliouche 16' · Ben Seghir 30' · Camara 36' · Ilenikhena 71' · Zakaria 90+2' | Informe | E. García 11' · Yamal 28' · I. Martínez 75' · Balde 85' · Raphinha 85' | Stade Louis II · 13.296 espectadors · Allard Lindhout (Països Baixos) · |  |

| 1 d'octubre de 2024  | FC Barcelona                                                          | 5–0     | Young Boys             | Barcelona                                                                        |  |
| 21:00 CEST (UTC+2) 2 | Lewandowski 8', 51' · Raphinha 34' · Martínez 37' · Camara 81' (p.p.) | Informe | Ugrinic 40' Colley 36' | Estadi Olímpic Lluís Companys · 45.097 espectadors · Erik Lambrechts (Bèlgica) · |  |

| 23 d'octubre de 2024 | FC Barcelona                            | 4–1     | Bayern de Múnic                       | Barcelona                                                                        |  |
| 21:00 CEST (UTC+2) 3 | Raphinha 1', 45', 56' · Lewandowski 36' | Informe | Kane 18' · Kimmich 27' · Goretzka 90' | Estadi Olímpic Lluís Companys · 50.312 espectadors · Slavko Vinčić (Eslovènia) · |  |

| 6 de novembre de 2024 | Estrella Roja                                    | 2–5     | FC Barcelona                                                    | Belgrad                                                            |  |
| 21:00 CET (UTC+1) 4   | Silas 27' · Ndiaye 61' · Spajić 64' · Milson 84' | Informe | Martínez 13' · Lewandowski 43', 53' · Raphinha 55' · Fermín 76' | Rajko Mitić Stadium · 48.886 espectadors · Espen Eskås (Noruega) · |  |

| 26 de novembre de 2024 | FC Barcelona                           | 3–0     | Brest                                           | Barcelona                                                                                  |  |
| 21:00 CET (UTC+1) 5    | Lewandowski 10' (p.), 90+2' · Olmo 66' | Informe | Laia 24' Camara 63' Ajorque 74' Le Cardinal 81' | Estadi Olímpic Lluís Companys · 46.317 espectadors · Irfan Peljto (Bòsnia i Hercegovina) · |  |

| 11 de desembre de 2024 | Borussia Dortmund                                                                 | 2–3     | FC Barcelona                                        | Dortmund                                                             |  |
| 21:00 CET (UTC+1) 6    | Sabitzer 42' · Nmecha 51' · Couto 57' · Bensebaini 58' · Guirrasy 60' (pen.), 78' | Informe | Raphinha 53' · Cubarsí 58' · Torres 75', 85', 90+2' | Westfalenstadion · 81.365 espectadors · François Letexier (França) · |  |

| 21 de gener de 2025 | Benfica                                                                                 | 4–5     | FC Barcelona | Lisboa                                                                 |  |
| 21:00 CET (UTC+1) 7 | Pavlidis 2', 22', 30' · Araújo 68' (p.p.) · Carreras 76' · Cabral 90+8' (fora del camp) | Informe | Lewandowski 13' (p.), 78' (p.) · Gavi 36' · Raphinha 64', 90+6' · Koundé 66' · E. García 86' · F. De Jong 90+4' · Fermín 90+8' | Estádio da Luz · 63.225 espectadors · Danny Makkelie (Països Baixos) · |  |

| 29 de gener de 2025 | FC Barcelona           | 2–2     | Atalanta BC                                                           | Barcelona                                                                          |  |
| 21:00 CET (UTC+1) 8 | Yamal 47' · Araújo 72' | Informe | Kolašinac 51' · Éderson 67' 90+7' · Pašalić 79' 90+7' · de Roon 90+3' | Estadi Olímpic Lluís Companys · 42.728 espectadors · Michael Oliver (Anglaterra) · |  |

#### Fase final
El FC Barcelona classificà directament a la ronda de vuitens de final, no havent de disputar així els setzens de final. El sorteig de partits dels vuitens de final es va realitzar el 21 de febrer de 2025.

##### Vuitens de final
| 5 de març del 2025                | Benfica                                               | 0–1     | FC Barcelona                              | Lisboa                                                          |  |
| 21:00 CET (UTC+1) Vuitens - anada | Barreiro 45' A.Silva 45+5' Á. Carreras 73' Rego 90+1' | Informe | Cubarsí 22' · Araújo 45+2' · Raphinha 61' | Estádio da Luz · 62.437 espectadors · Felix Zwayer (Alemanya) · |  |

| 11 de març del 2025                 | FC Barcelona                  | 3–1 (Total: 4–1) | Benfica                    | Barcelona                                                                         |  |
| 18:45 CET (UTC+1) Vuitens - tornada | Raphinha 11', 42' · Yamal 27' | Informe          | Otamendi 13' · A.Silva 48' | Estadi Olímpic Lluís Companys · 47.111 espectadors · François Letexier (França) · |  |

##### Quarts de final
| 9 d'abril del 2025                | FC Barcelona                                    | 4–0     | Borussia Dortmund        | Barcelona                                                                    |  |
| 21:00 CEST (UTC+2) Quarts - anada | Raphinha 25' · Lewandowski 48', 66' · Yamal 77' | Informe | Adeyemi 24' Guirassy 74' | Estadi Olímpic Lluís Companys · 49.760 espectadors · Espen Eskås (Noruega) · |  |

| 15 d'abril del 2025                 | Borussia Dortmund           | 3–1 (Total: 3–5) | FC Barcelona          | Dortmund                                                            |  |
| 21:00 CEST (UTC+2) Quarts - tornada | Guirassy 11' (p.), 49', 76' | Informe          | Bensebaini 54' (p.p.) | Westfalenstadion · 81.365 espectadors · Maurizio Mariani (Itàlia) · |  |

##### Semifinals
| 30 d'abril del 2025                   | FC Barcelona                               | 3–3     | Inter de Milà                 | Barcelona                                                                      |  |
| 21:00 CEST (UTC+2) semifinals - anada | Yamal 24' · Torres 38' · Sommer 65' (p.p.) | Informe | Thuram 1' · Dumfries 21', 64' | Estadi Olímpic Lluís Companys · 50.314 espectadors · Clément Turpin (França) · |  |

| 6 de maig del 2025                      | Inter de Milà | 4–3 (prò.) (Total: 7–6) | FC Barcelona                                                                                              | Milà                                                                       |  |
| 21:00 CEST (UTC+2) semifinals - tornada | L. Martínez 21' · Çalhanoğlu 36' 45+1' (p.) · Mkhitarian 68' · Acerbi 90+3' 90+5' · Augusto 91' · Frattesi 99' · Bastoni 118' | Informe                 | I. Martínez 51' · E. García 54' · Olmo 60' · Raphinha 87' · Flick 90+5' · P. Víctor 90+5' (fora del camp) | Estadi Giuseppe Meazza · 75.504 espectadors · Szymon Marciniak (Polònia) · |  |

### Supercopa d'Espanya
| 8 de gener de 2025       | Athletic Club                     | 2–0     | FC Barcelona  | Jiddah, Aràbia Saudita                                                      |  |
| 22:00 (UTC+3) Semifinals | Gavi 17' · Yamal 52' · Koundé 76' | Informe | Berenguer 50' | King Abdullah Sports City · 42.000 espectadors · Miguel Ángel Ortiz Arias · |  |

| 12 de gener de 2025 | FC Barcelona | 5–2     | Reial Madrid                                                                          | Jiddah, Aràbia Saudita                                               |  |
| 22:00 (UTC+3) Final | Yamal 22' · Lewandowski 36' (pen.) · Raphinha 39', 48' · Í. Martínez 45+9' (fora del camp) · Balde 45+10' · Wojciech Szczęsny 57' · Lewandowski 77' · Araújo 87' · Raphinha 89' (fora del camp) | Informe | Mbappé 5' · Camavinga 35' · Vinícius 55' · Rodrygo 60' · Tchouaméni 62' · Asencio 77' | King Abdullah Sports City · 60.000 espectadors · Jesús Gil Manzano · |  |

## Estadístiques

### Estadístiques de l'equip
| Competició          | Pos. | PJ | PG | PE | PP | GF  | GC | Campió              |
| ------------------- | ---- | -- | -- | -- | -- | --- | -- | ------------------- |
| Lliga               | 1r   | 38 | 28 | 4  | 6  | 102 | 39 | FC Barcelona        |
| Copa del Rei        | C    | 6  | 5  | 1  | 0  | 22  | 7  | FC Barcelona        |
| Lliga de Campions   | SF   | 14 | 9  | 2  | 3  | 43  | 23 | Paris Saint-Germain |
| Supercopa d'Espanya | C    | 2  | 2  | 0  | 0  | 7   | 2  | FC Barcelona        |

### Estadístiques dels jugadors
| N.                 | Pos.    | Nac. | Jugador               | Total   | Total   | Lliga   | Lliga   | Copa del Rei | Copa del Rei | Supercopa d'Espanya | Supercopa d'Espanya | Lliga de Campions | Lliga de Campions |         |         |
| N.                 | Pos.    | Nac. | Jugador               | PJ      | Gols    | PJ      | Gols    | PJ           | Gols         | PJ                  | Gols                | PJ                | Gols              |         |         |
| Porters            | Porters | Porters | Porters               | Porters | Porters | Porters | Porters | Porters      | Porters      | Porters             | Porters             | Porters           | Porters           | Porters | Porters |
| ------------------ | ------- | --- | --------------------- | ------- | ------- | ------- | ------- | ------------ | ------------ | ------------------- | ------------------- | ----------------- | ----------------- | ------- | ------- |
| 1                  | POR     | [[Fitxer:Flag of Germany.svg\|23x15px\|border \|alt=Alemanya\|link=Selecció de futbol d'Alemanya\|{{#if:\|]]                                   | Marc-André ter Stegen | 9       | 0       | 8       | 0       | 0            | 0            | 0                   | 0                   | 1                 | 0                 |         |         |
| 13                 | POR     | [[Fitxer:Flag of the Valencian Community (2x3).svg\|23x15px\|border \|alt=País Valencià\|link=Selecció de futbol del País Valencià\|{{#if:\|]] | Iñaki Peña            | 23      | 0       | 15+1    | 0       | 1            | 0            | 0+1                 | 0                   | 5                 | 0                 |         |         |
| 25                 | POR     | [[Fitxer:Flag of Poland.svg\|23x15px\|border \|alt=Polònia\|link=Selecció de futbol de Polònia\|{{#if:\|]]                                     | Wojciech Szczęsny     | 30      | 0       | 15      | 0       | 5            | 0            | 2                   | 0                   | 8                 | 0                 |         |         |
| Defenses           |         | |                       |         |         |         |         |              |              |                     |                     |                   |                   |         |         |
| 2                  | DEF     | [[Fitxer:Flag of Catalonia.svg\|23x15px\|border \|alt=Catalunya\|link=Selecció de futbol de Catalunya\|{{#if:\|]]                              | Pau Cubarsí           | 55      | 1       | 29+5    | 0       | 5+1          | 1            | 2                   | 0                   | 12+1              | 0                 |         |         |
| 3                  | DEF     | [[Fitxer:Flag of Catalonia.svg\|23x15px\|border \|alt=Catalunya\|link=Selecció de futbol de Catalunya\|{{#if:\|]]                              | Alejandro Balde       | 47      | 1       | 26+6    | 0       | 3            | 0            | 2                   | 1                   | 9+1               | 0                 |         |         |
| 4                  | DEF     | [[Fitxer:Flag of Uruguay.svg\|23x15px\|border \|alt=Uruguai\|link=Selecció de futbol de l'Uruguai\|{{#if:\|]]                                  | Ronald Araújo         | 25      | 2       | 11+1    | 1       | 2+2          | 0            | 0+1                 | 0                   | 4+4               | 1                 |         |         |
| 5                  | DEF     | [[Fitxer:Flag of Spain.svg\|23x15px\|border \|alt=Espanya\|link=Selecció de futbol d'Espanya\|{{#if:\|]]                                       | Iñigo Martínez        | 46      | 3       | 28      | 0       | 4+1          | 1            | 2                   | 0                   | 11                | 2                 |         |         |
| 15                 | DEF     | [[Fitxer:Flag of Denmark.svg\|23x15px\|border \|alt=Dinamarca\|link=Selecció de futbol de Dinamarca\|{{#if:\|]]                                | Andreas Christensen   | 6       | 0       | 2+3     | 0       | 0            | 0            | 0                   | 0                   | 0+1               | 0                 |         |         |
| 23                 | DEF     | [[Fitxer:Flag of France (1794–1815, 1830–1974).svg\|23x15px\|border \|alt=França\|link=Selecció de futbol de França\|{{#if:\|]]                | Jules Koundé          | 53      | 4       | 29+3    | 2       | 6            | 2            | 2                   | 0                   | 13                | 0                 |         |         |
| 24                 | DEF     | [[Fitxer:Flag of Catalonia.svg\|23x15px\|border \|alt=Catalunya\|link=Selecció de futbol de Catalunya\|{{#if:\|]]                              | Eric García           | 45      | 5       | 14+15   | 2       | 2+4          | 1            | 0+1                 | 0                   | 3+6               | 2                 |         |         |
| 32                 | DEF     | [[Fitxer:Flag of Catalonia.svg\|23x15px\|border \|alt=Catalunya\|link=Selecció de futbol de Catalunya\|{{#if:\|]]                              | Héctor Fort           | 20      | 0       | 5+12    | 0       | 0+1          | 0            | 0                   | 0                   | 0+2               | 0                 |         |         |
| 35                 | DEF     | [[Fitxer:Flag of Catalonia.svg\|23x15px\|border \|alt=Catalunya\|link=Selecció de futbol de Catalunya\|{{#if:\|]]                              | Gerard Martín         | 42      | 1       | 11+17   | 1       | 3+2          | 0            | 0+1                 | 0                   | 5+3               | 0                 |         |         |
| 36                 | DEF     | [[Fitxer:Flag of Catalonia.svg\|23x15px\|border \|alt=Catalunya\|link=Selecció de futbol de Catalunya\|{{#if:\|]]                              | Sergi Domínguez       | 6       | 0       | 2+1     | 0       | 0+1          | 0            | 0                   | 0                   | 0+2               | 0                 |         |         |
| 39                 | DEF     | [[Fitxer:Flag of Spain.svg\|23x15px\|border \|alt=Espanya\|link=Selecció de futbol d'Espanya\|{{#if:\|]]                                       | Andrés Cuenca         | 1       | 0       | 0       | 0       | 0            | 0            | 0                   | 0                   | 0+1               | 0                 |         |         |
| Migcampistes       |         | |                       |         |         |         |         |              |              |                     |                     |                   |                   |         |         |
| 6                  | MIG     | [[Fitxer:Flag of Spain.svg\|23x15px\|border \|alt=Espanya\|link=Selecció de futbol d'Espanya\|{{#if:\|]]                                       | Gavi                  | 42      | 3       | 14+12   | 1       | 1+3          | 1            | 2                   | 1                   | 3+7               | 0                 |         |         |
| 8                  | MIG     | [[Fitxer:Flag of Spain.svg\|23x15px\|border \|alt=Espanya\|link=Selecció de futbol d'Espanya\|{{#if:\|]]                                       | Pedri                 | 59      | 6       | 35+2    | 4       | 6            | 2            | 2                   | 0                   | 13+1              | 0                 |         |         |
| 14                 | MIG     | [[Fitxer:Flag of Spain.svg\|23x15px\|border \|alt=Espanya\|link=Selecció de futbol d'Espanya\|{{#if:\|]]                                       | Pablo Torre           | 14      | 4       | 4+6     | 3       | 1+1          | 1            | 0                   | 0                   | 0+2               | 0                 |         |         |
| 16                 | MIG     | [[Fitxer:Flag of Spain.svg\|23x15px\|border \|alt=Espanya\|link=Selecció de futbol d'Espanya\|{{#if:\|]]                                       | Fermín López          | 46      | 8       | 12+16   | 6       | 3+3          | 1            | 0+1                 | 0                   | 4+7               | 1                 |         |         |
| 17                 | MIG     | [[Fitxer:Flag of Catalonia.svg\|23x15px\|border \|alt=Catalunya\|link=Selecció de futbol de Catalunya\|{{#if:\|]]                              | Marc Casadó           | 36      | 1       | 20+3    | 1       | 0+1          | 0            | 2                   | 0                   | 7+3               | 0                 |         |         |
| 20                 | MIG     | [[Fitxer:Flag of Catalonia.svg\|23x15px\|border \|alt=Catalunya\|link=Selecció de futbol de Catalunya\|{{#if:\|]]                              | Dani Olmo             | 39      | 12      | 13+12   | 10      | 3+1          | 0            | 0+1                 | 0                   | 6+3               | 2                 |         |         |
| 21                 | MIG     | [[Fitxer:Flag of the Netherlands.svg\|23x15px\|border \|alt=Països Baixos\|link=Selecció de futbol dels Països Baixos\|{{#if:\|]]              | Frenkie de Jong       | 46      | 2       | 9+17    | 2       | 6            | 0            | 0+1                 | 0                   | 8+5               | 0                 |         |         |
| 28                 | MIG     | [[Fitxer:Flag of Catalonia.svg\|23x15px\|border \|alt=Catalunya\|link=Selecció de futbol de Catalunya\|{{#if:\|]]                              | Marc Bernal           | 3       | 0       | 3       | 0       | 0            | 0            | 0                   | 0                   | 0                 | 0                 |         |         |
| Davanters          |         | |                       |         |         |         |         |              |              |                     |                     |                   |                   |         |         |
| 7                  | DAV     | [[Fitxer:Flag of the Valencian Community (2x3).svg\|23x15px\|border \|alt=País Valencià\|link=Selecció de futbol del País Valencià\|{{#if:\|]] | Ferran Torres         | 46      | 19      | 12+15   | 10      | 4+1          | 6            | 0+2                 | 0                   | 3+9               | 3                 |         |         |
| 9                  | DAV     | [[Fitxer:Flag of Poland.svg\|23x15px\|border \|alt=Polònia\|link=Selecció de futbol de Polònia\|{{#if:\|]]                                     | Robert Lewandowski    | 52      | 42      | 32+2    | 27      | 2+1          | 3            | 2                   | 1                   | 12+1              | 11                |         |         |
| 10                 | DAV     | [[Fitxer:Flag of Spain.svg\|23x15px\|border \|alt=Espanya\|link=Selecció de futbol d'Espanya\|{{#if:\|]]                                       | Ansu Fati             | 11      | 0       | 3+3     | 0       | 0+1          | 0            | 0                   | 0                   | 0+4               | 0                 |         |         |
| 11                 | DAV     | [[Fitxer:Flag of Brazil.svg\|23x15px\|border \|alt=Brasil\|link=Selecció de futbol del Brasil\|{{#if:\|]]                                      | Raphinha              | 57      | 34      | 32+4    | 18      | 5            | 1            | 2                   | 2                   | 14                | 13                |         |         |
| 18                 | DAV     | [[Fitxer:Flag of Catalonia.svg\|23x15px\|border \|alt=Catalunya\|link=Selecció de futbol de Catalunya\|{{#if:\|]]                              | Pau Víctor            | 28      | 2       | 2+18    | 2       | 0+2          | 0            | 0                   | 0                   | 0+6               | 0                 |         |         |
| 19                 | DAV     | [[Fitxer:Flag of Catalonia.svg\|23x15px\|border \|alt=Catalunya\|link=Selecció de futbol de Catalunya\|{{#if:\|]]                              | Lamine Yamal          | 55      | 18      | 31+4    | 9       | 5            | 2            | 2                   | 2                   | 13                | 5                 |         |         |
| 42                 | DAV     | [[Fitxer:Flag of Catalonia.svg\|23x15px\|border \|alt=Catalunya\|link=Selecció de futbol de Catalunya\|{{#if:\|]]                              | Toni Fernández        | 1       | 0       | 0       | 0       | 0+1          | 0            | 0                   | 0                   | 0                 | 0                 |         |         |
| 46                 | DAV     | [[Fitxer:Flag of Spain.svg\|23x15px\|border \|alt=Espanya\|link=Selecció de futbol d'Espanya\|{{#if:\|]]                                       | Dani Rodríguez        | 1       | 0       | 1       | 0       | 0            | 0            | 0                   | 0                   | 0                 | 0                 |         |         |
| Gols en pròpia (6) |         | |                       |         |         |         |         |              |              |                     |                     |                   |                   |         |         |

## Cos tècnic
L'staff del club està format pel tècnic, que entrena, convoca i alinea els atletes al camp i és assistit per tres entrenadors assistents. Per ajudar els entrenadors hi ha l'entrenador de porters, el cap de la preparació física, els preparadors físics de camp, i el preparador físic de gimnàs i força.
- Entrenador:  Hansi Flick
- Entrenadors assistents:  Marcus Sorg,  Toni Tapalović, i  Heiko Westermann
- Entrenador de porters:  José Ramón de la Fuente
- Cap de la preparació física:  Julio Tous
- Preparadors físics de camp:  Pepe Conde, i  Rafa Maldonado
- Preparador físic de gimnàs i força:  Germán Fernández